# Nadejda Ovétxkina
Nadejda Ovétxkina (rus: Надежда Овечкина)  (Moscou, 30 de setembre de 1958) va ser una jugadora d'hoquei sobre herba soviètica que va competir durant les dècades de 1970 i 1980.
El 1980 va prendre part en els Jocs Olímpics de Moscou, on guanyà la medalla de bronze en la competició d'hoquei sobre herba.